# ロアル・ヨケルソイ
ロアル・ヨケルソイ（Roar Ljøkelsøy、1976年5月31日 - ）はノルウェー、オルクダル出身の元スキージャンプ選手である。

## プロフィール
1993年3月に16歳でワールドカップデビューするが若い頃はさほど目立った実績はなかった。
1994年地元リレハンメルオリンピック代表に選ばれるも団体戦4位の成績を残したのみであった。
1995年12月10日のプラニツァのラージヒルで個人戦初めて表彰台（2位）にあがる。
1997年、自国トロンハイムでの世界選手権ではノーマルヒル24位、ラージヒル6位、団体5位だった。
1998年長野オリンピックではノーマルヒル40位、ラージヒル9位、団体4位に終わる。
1999年の世界選手権（オーストリア、ラムサウ）でノーマルヒル25位、ラージヒル13位、団体6位。
2001年の世界選手権（フィンランド、ラハティ）でノーマルヒル20位、ノーマルヒル団体8位、ラージヒル団体7位。
2002年ソルトレイクシティオリンピックではノーマルヒル18位、ラージヒル32位、団体では韓国にも及ばない9位に終わる。しかしフィンランド人のミカ・コヨンコスキがナショナルチームのヘッドコーチに就任してからヨケルソイとノルウェーチームの成績が向上する。
2003年1月25日、札幌（日本）でワールドカップ初優勝。26歳のときである。このシーズンの総合で自身初の一ケタ順位となる9位となった。彼はこの札幌・大倉山ジャンプ競技場と相性がよく、通算11勝のうち5勝をここであげており、2007年の世界選手権でも不調のシーズンにありながら個人銅メダル・団体銀メダルを獲得している。2003年世界選手権（フィンランド、ラハティ）ではノーマルヒル18位、ラージヒル22位、団体戦では出番がなかった。皮肉にもノルウェーチームは1993年以来久々のメダルを獲得する。
2003/04シーズンは札幌で2連勝するなど合計7勝しヤンネ・アホネンに次ぐ総合2位となる。合計ポイントはアホネンと10点差で、これは2014/15シーズンに総合優勝したゼヴェリン・フロイントと同点ながら勝利数の差で総合2位となったペテル・プレヴツに次ぐ僅差である。またプラニツァ（スロベニア）で行われたスキーフライング世界選手権で個人・団体の2冠に輝いた。伝統のホルメンコーレンスキー大会でも初優勝を飾っている。
2004年の4月には長男が誕生した。2004/05シーズンも好調でノルディックスキー世界選手権ラージヒル個人銀メダルと団体銅メダル獲得しワールドカップの総合でも2年連続の2位となった。
2006年のスキーフライング世界選手権（オーストリア、クルム）で2大会連続の2冠になって勢いをつけると続くトリノオリンピックでノーマルヒル銅メダル、ラージヒル4位、団体銅メダルを獲得した。
2006/07シーズンのザコパネ大会の2位がワールドカップ最後の表彰台で、2010年3月に引退した。